# Achille Varzi

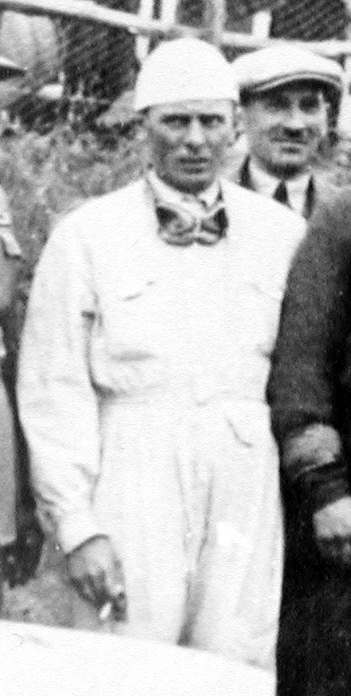

Achille Varzi (Galliate, 8 augustus 1904 - Bremgarten 1 juli 1948) was een Italiaans motor- en autocoureur.

## Motorfietsen
Achille Varzi werd geboren als zoon van een welvarende textielfabrikant. In zijn jeugd was hij een succesvolle motorcoureur voor Garelli, DOT, Moto Guzzi en Sunbeam. Hij startte zevenmaal in de Isle of Man TT. In 1924 startte hij met een DOT in de Junior TT, maar hij viel uit. Hij kreeg van de organisatie het "Nisbet Shield" voor de dapperste en klasserijkste coureur. In 1925 kwam hij voor Sunbeam uit in de Senior TT, waar hij achtste werd. Hij was daarmee de snelste Italiaan én de snelste Sunbeam coureur. Hij kreeg van de jury de "Visitors Cup", beschikbaar gesteld door het blad Motor Cycling. In 1926 werd hij zevende in de Senior TT met een Sunbeam, en met dezelfde motor won hij de Grand Prix des Nations in Monza. In 1927 reed hij voor Moto Guzzi. In de Senior TT viel hij uit, maar hij werd vijfde met de Moto Guzzi Monoalbero 250 in de Lightweight TT. In 1930, toen hij al enkele jaren autocoureur was, nam hij nog één keer deel aan de Junior TT en werd met een Sunbeam twaalfde.

## Auto's

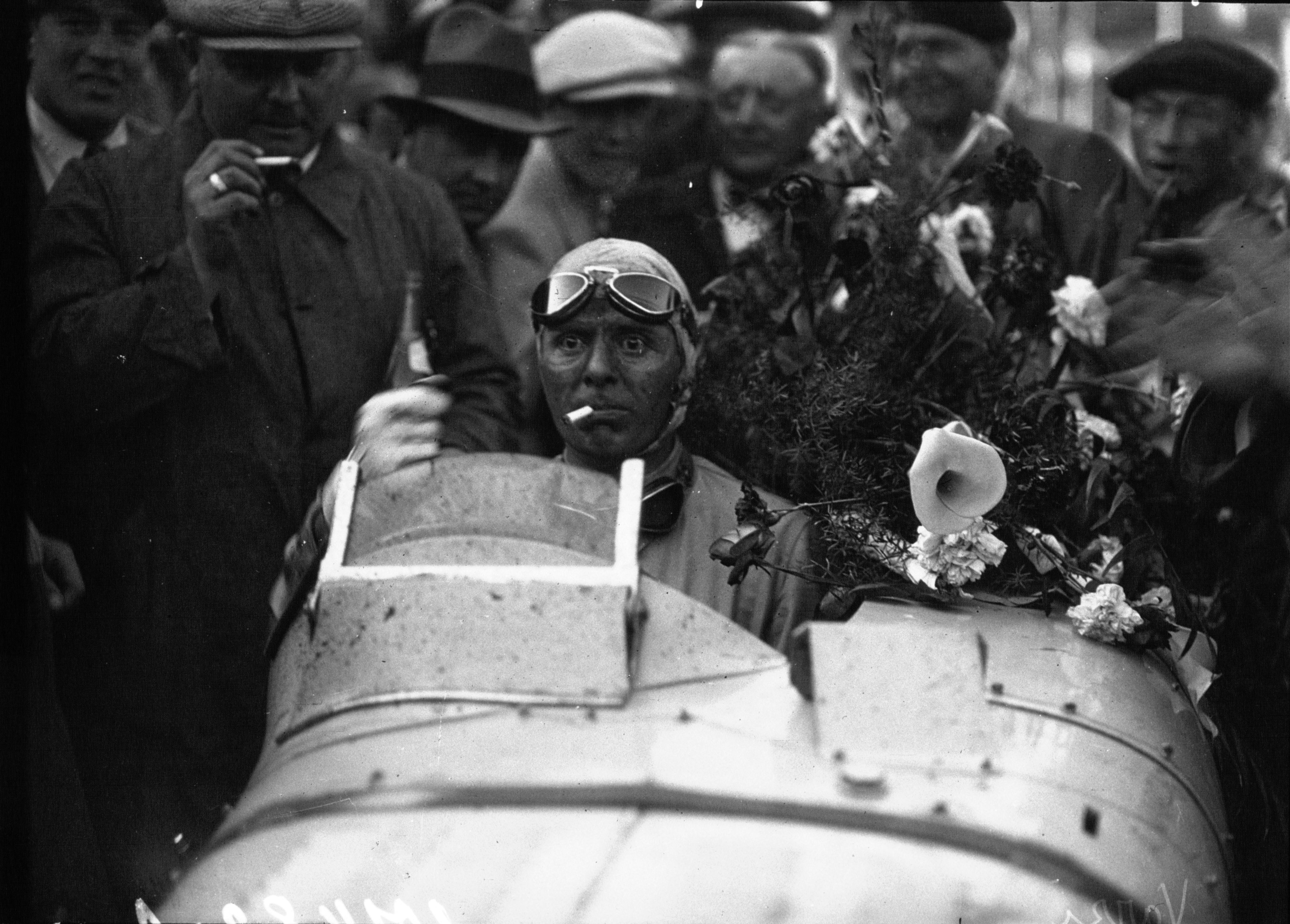
Achille Varzi tijdens de Grand Prix van Monaco in 1933

De motorsport in Italië werd sterk ondersteund door het regime van Benito Mussolini. Toen dat in 1928 haar aandacht verplaatste van de motor- naar de autosport, stapten een groot aantal motorcoureurs, zoals Tazio Nuvolari, Luigi Arcangeli, Pietro Ghersi, Ruggerio en ook Achille Varzi over.

### Alfa Romeo en Bugatti
Zijn eerste race reed Varzi in een Bugatti Type 35, maar al snel stapte hij over naar "Scuderia Ferrari", het fabrieksteam van Alfa Romeo dat zijn naam dankte aan de teamchef Enzo Ferrari. In 1929 won hij al een aantal wedstrijden in Italië. In 1930 kocht hij een Maserati, waarmee hij kampioen van Italië werd. Dat lukte hem in 1934 nog eens. In 1930 won hij ook het meeste prijzengeld in Italië: 340.650 lire. Nuvolari verdiende 215.080 lire en Arcangeli verdiende 296.000 lire. Opmerkelijk was het duel dat Varzi in 1930 uitvocht tijdens de Gran Premio di Monza met Luigi Arcangeli. Varzi won met 0,2 seconden voorsprong. Dat duel in Monza hadden ze vier jaar eerder ook al met hun motorfietsen (Arcangeli met Moto Guzzi en Varzi met Sunbeam) meegemaakt. Een van de grootste overwinningen van Achille Varzi was de Targa Florio van 1930 met een Alfa Romeo 2P. Van 1931 tot 1933 reed Varzi voor het Bugatti team, waarmee hij in 1933 de Grand Prix van Monaco won. In 1933 won hij ook de Grote Prijs van Tripoli, maar hij werd ervan beschuldigd dat er tijdens de race "gesjoemeld" was. In 1934 won hij zes Grands Prix met een Alfa Romeo P4: Alessandria, Tripoli, Targa Florio,  Penya Rhin (Barcelona), de Coppa Ciano en in Nice.

### Auto-Union
In 1935 en 1936 reed hij voor het team van Auto-Union. Intussen genoot hij van het "goede leven", maar hij kreeg problemen door zijn verslaving aan Morfine en een affaire met de vrouw van collega Paul Pietsch. Zijn prestaties werden overtroffen door die van Bernd Rosemeyer en hij won nog slechts weinig wedstrijden, waaronder de Grand Prix van Tripoli. In 1938 was hij vrijwel in de vergetelheid geraakt. Bovendien dreigde de Tweede Wereldoorlog, waardoor grote fabrikanten al oorlogsproductie draaiden en er weinig interesse voor de auto- en motorsport was.

### 1946-1948
Tijdens de oorlog overwon Varzi zijn verslaving en trouwde hij met Norma Colombo. Hij was inmiddels 42 jaar toen hij in 1946 probeerde zich met een Maserati te kwalificeren voor de Indianapolis 500. Dat lukte niet. In 1947 won hij drie minder belangrijke Grands Prix en hij reisde naar Buenos Aires voor de Grand Prix van Buenos Aires. Tijdens de training van de Grand Prix van Zwitserland regende het licht op het circuit van Bremgarten. Zijn Alfa Romeo 158 slipte, sloeg over de kop en verpletterde hem.
Varzi's dood bracht de Fédération Internationale de l'Automobile ertoe het dragen van een helm verplicht te stellen. Achille Varzi werd begraven in zijn geboortestad. Hij startte in 139 autoraces, waarvan hij er 33 won. Enkele van zijn belangrijkste overwinningen zijn:
- AVUSrennen 1933
- Coppa Acerbo 1930, 1935
- Coppa Ciano 1929, 1934
- Grand Prix van Frankrijk 1931
- Grand Prix van Monza 1929, 1930
- Grand Prix van Nice 1934
- Gran Premio del Valentino 1946
- Mille Miglia 1934
- Grand Prix van Monaco 1933
- Penya Rhin Grand Prix  1934
- Targa Florio 1930, 1934
- Grand Prix van San Remo 1937
- Grand Prix van Spanje 1930
- Grand Prix van Tripoli 1933, 1934, 1936
- Grand Prix van Tunis, 1931, 1932
- Grand Prix van Turijn 1946

## Nagedachtenis
- In 1950 nam een Formule 1 team onder de naam "Scuderia Achille Varzi" deel aan enkele Grands Prix. De coureurs waren José Froilán González, Antonio Branca, Alfredo Piàn en Nello Pagani. Ze reden met Maserati's 4CL en 4CLT.
- Op 5 juni 2005 bracht Poste italiane een postzegel ter nagedachtenis van Achille Varzi uit.